# Флаг Хвойнинского муниципального округа
Флаг муниципального образования Хвойнинский муниципальный район Новгородской области Российской Федерации — опознавательно-правовой знак, служащий официальным символом муниципального образования.
Флаг утверждён 15 мая 2012 года и 2 июля 2012 года внесён в Государственный геральдический регистр Российской Федерации с присвоением регистрационного номера 7747.

## Описание
«Прямоугольное двухстороннее полотнище с отношением ширины к длине 2:3, разделённое по горизонтали на две части жёлтого и зелёного цвета (в отношении 7:3). В середине зелёной части полотнища — белая волнистая горизонтальная полоса (шириной 1/10 ширины полотнища), выше которой из зелени вырастают попеременно стоящие три ели и две сосны».

## Обоснование символики
Символика фигур флага Хвойнинского муниципального района многозначна:
— сосны и ели (относящиеся к семейству сосновых) являются хвойными деревьями и потому на флаге Хвойнинского муниципального района полугласно отражают название района и его административного центра посёлка Хвойная. Эти вечнозелёные деревья — символизируют постоянство растительной жизни, возрождение природы, долголетие и бессмертие. На территории района расположено большое число лесодобывающих и лесоперерабатывающих предприятий, составляющих основной экономический потенциал района;
— белая волнистая полоса — аллегория ручьёв и речек в изобилии заполнивших территорию района. Символизирует и многочисленные реки района (Песь, Ратца, Кобожа и другие), и свыше 150 больших и малых озёр этого края. Река — символ вечного источника жизни, необратимости бытия, символ движения и неповторимости.
Жёлтый цвет (золото) — символ урожая, богатства, стабильности, уважения.
Зелёный цвет символизирует весну, здоровье, природу, молодость и надежду.
Белый цвет (серебро) — символ чистоты, открытости, божественной мудрости, примирения.